# Spirit flame
The scout & guide SPIRIT FLAME er en internationalt spejderbegivenhed for at markere 100 året for spejderbevægelsens start.
1.-9. august 1907 afholdt Robert Baden-Powell verdens første spejderlejr på Brownsea Island i England.
22.februar 2007 (Thinking Day) bliver der tændt en fakkel på Baden-Powells grav i Kenya som af spejdere vi blive gået, løbet, cyklet, redet og sejlet til Brownsea Island hvor den efter planen skal ankomme 31. juli 2007.
International Scout & Guide Fellowship, Sct. Georgs Gilderne på internationalt plan er arrangør.